# Julius Gatzen

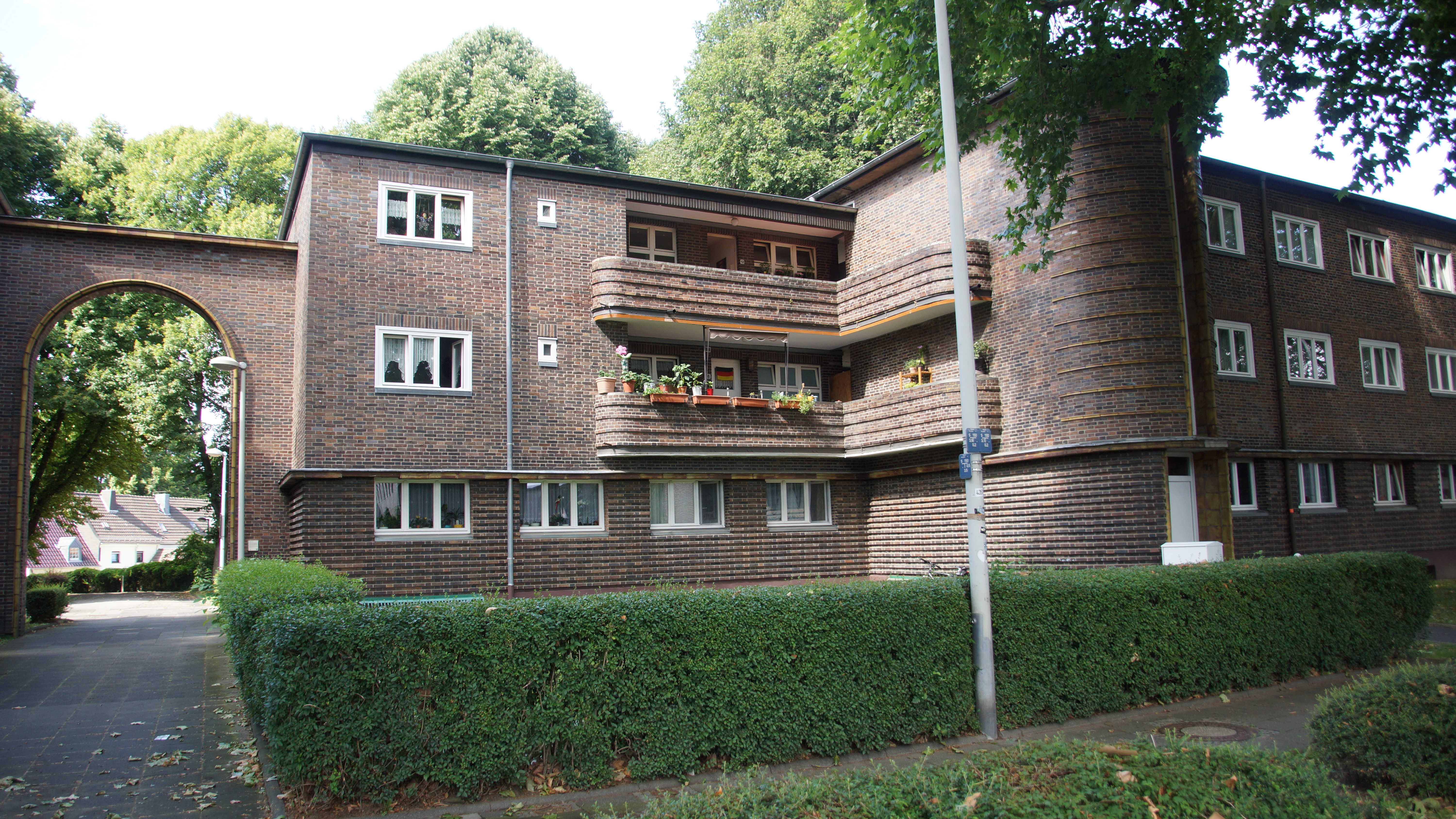
Laubenganghaus Freiheitsring 71

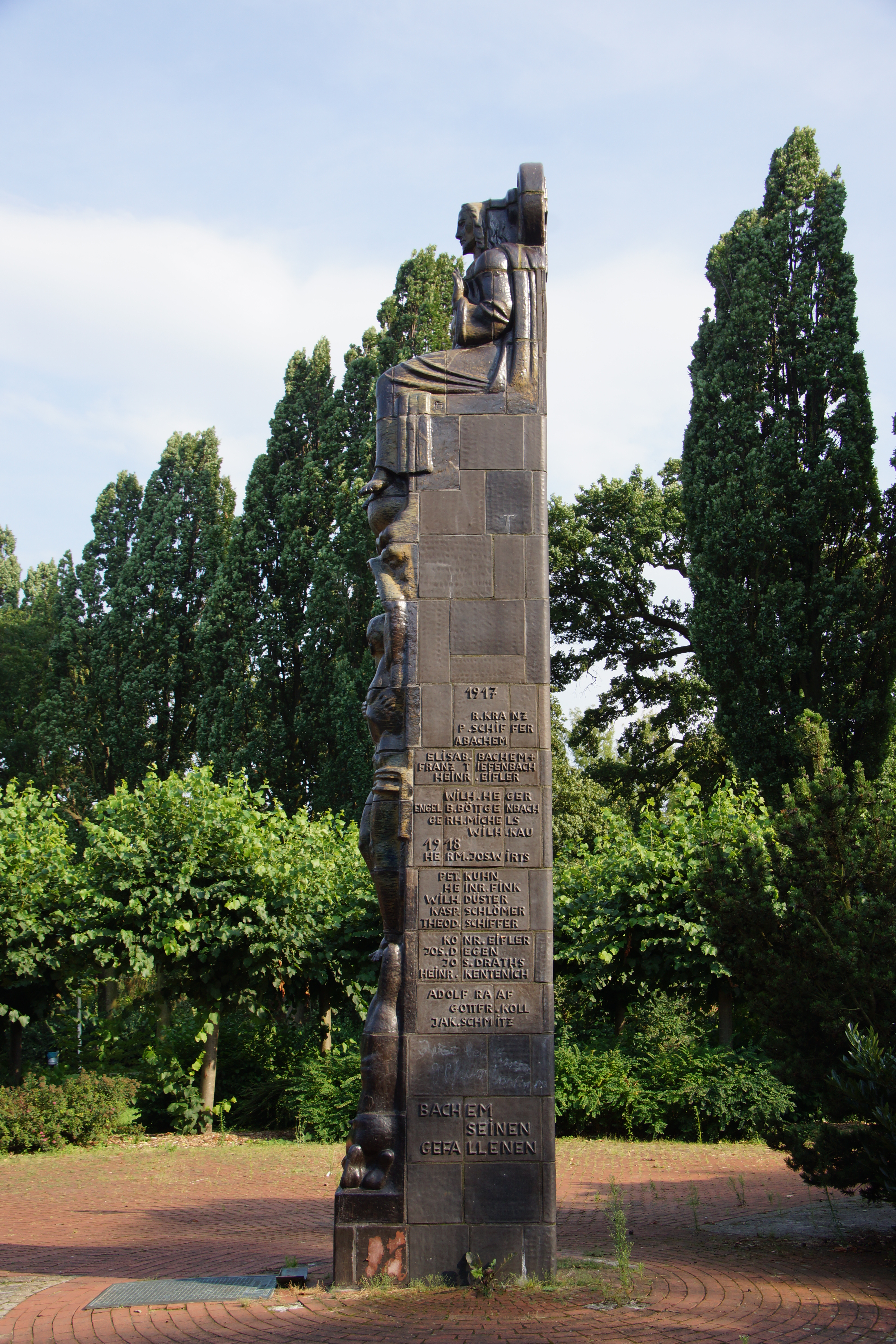
Kriegerdenkmal Bachem

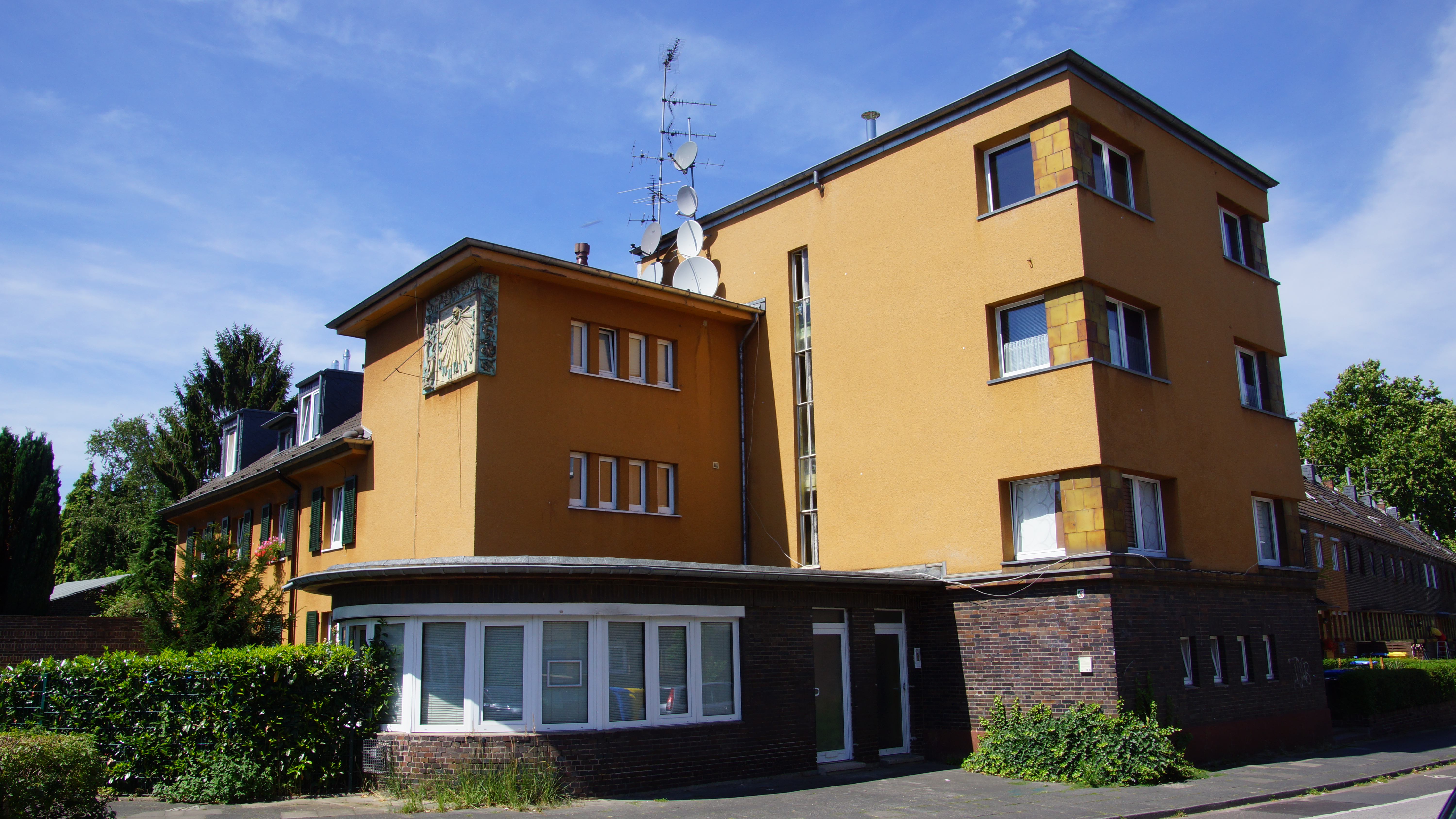
Keimesstraße 24

Julius Adolf Gatzen (* 6. März 1903 in Köln; † vor 1946) war ein deutscher Architekt, der in den 1920er und 1930er Jahren in Frechen wirkte.

## Leben
Julius Gatzen wurde als Sohn eines Kaufmanns geboren. Er besuchte die Oberrealschule bis zur Obersekundareife. Anschließend durchlief er als Büromitarbeiter und Baustellenarbeiter mehrere Teilbereiche im Bauwesen, als da wären Bauunternehmen, Bauschreinereien, das Zimmermannshandwerk, Anstreichergeschäfte und Architekturbüros. Von 1922 bis 1925 besuchte er die Baugewerkschule in Köln, wo er ein staatliches Prüfungszeugnis mit Auszeichnung erhielt. Während dieser Zeit arbeitete er zur Bestreitung der Studienkosten nebenher für Bauunternehmer und Architekten. Im Herbst 1925 besuchte er als Gasthörer die Technische Hochschule in Hannover. Er nahm sich vor, die Studienvoraussetzung, die Hochschulreife, nachzuholen, um dann als ordentlicher Student ein Diplom im Fachbereich Architektur zu erreichen. Da der Großvater, der ihn in seinem Bestreben finanziell unterstützt hatte, plötzlich verstarb, gab Gatzen bereits im zweiten Semester auf. Seine bis dahin vor allem in der Praxis erworbenen Kenntnisse waren ausreichend für einen Berufseintritt, sodass er seine Dienste als selbstständiger Privatarchitekt anbot. 1926/27 wurden unter seiner Planungsgewalt einige Wohnhausbauten in Köln errichtet.
Im Februar 1927 wurde er Leiter des Hochbauamtes der Vorort- und Industriegemeinde Frechen bei Köln. Neben Bauberatung und -ausführung unterstand ihm auch die damals noch Baupolizei genannte Bauaufsichtsbehörde. Seine Gebäude, überhaupt die Stadtentwicklung, lockten sowohl Besichtigungskommissionen hochrangiger Entscheidungsträger aus Regierungskreisen und Berufsverbänden als auch namhafte Kollegen des Baufaches an, die die Wirtschaftlichkeit und Modernität lobten. Zu den Vorzeigeobjekten gehörte eine drei Dutzend Wohnhäuser umfassende Siedlung. Sie war unter dem Eindruck der Wohnungsnot primär für ärmere Familien konzipiert, steht seit 1994 unter Denkmalschutz und gilt als eine der bedeutendsten Ensembles seiner Art im Rheinland. Die Weltwirtschaftskrise stürzte die Stadt Frechen in eine finanzielle Misere, die keine weiteren Bauvorhaben zuließ. Eine Kündigung, die zum 30. September 1931 wirksam wurde, war unumgänglich. Die Stadt Leverkusen zeigte Interesse an einer Übernahme des renommierten Architekten, wurde aber ebenso hart von den Widrigkeiten der Zeit erfasst und schob die Anstellung auf unbestimmte Zeit auf. Über eine weitere Karriere ist nichts bekannt. Es wird sein Tod vor dem Kriegsende angenommen.

## Bauten
- 1928–1932: Wohnsiedlung Keimesstraße in Frechen[4] (seit 1994 unter Denkmalschutz)[5]
- 1929: Keramischer Bauschmuck des Torbogen-Ensembles am Laubenganghaus und der Hausportale am Freiheitsring 53–74 in Frechen[6]
- 1930: Kriegerdenkmal in Frechen-Bachem für die im Ersten Weltkrieg gefallenen Söhne der Gemeinde (7 m hoch; bemerkenswert wegen des Sitzbildes Christi von Bildhauer Franz Albermann)[7]
- 1930: Wohnhaus-Zeile Freiheitsring 58–76 in Frechen[8]

## Schriften
- Julius Gatzen (unter technischer Mitarbeit von Georg Klein): Vier Jahre Hochbauamt Frechen. (= Kommunale Bauaufgaben, Band 8.) J. P. Bachem, Köln 1931.